# Ginés Pérez de Hita
Ginés Pérez de Hita (Mula, 1544? – Barcellona, 1619?) è stato uno scrittore spagnolo.

## Biografia
Nato da famiglia contadina, nella regione della Murcia, divenne scudiero del marchese dei Vélez e lo seguì nel 1568, nella campagna contro i moriscos di Alpujarras, che erano musulmani convertiti al Cristianesimo ma che avevano conservato proprie credenze originali. Domata la rivolta, la popolazione musulmana fu espulsa dalla regione  - ad eccezione di due famiglie - per evitare che Alpujarras fosse ancora usata come base militare.

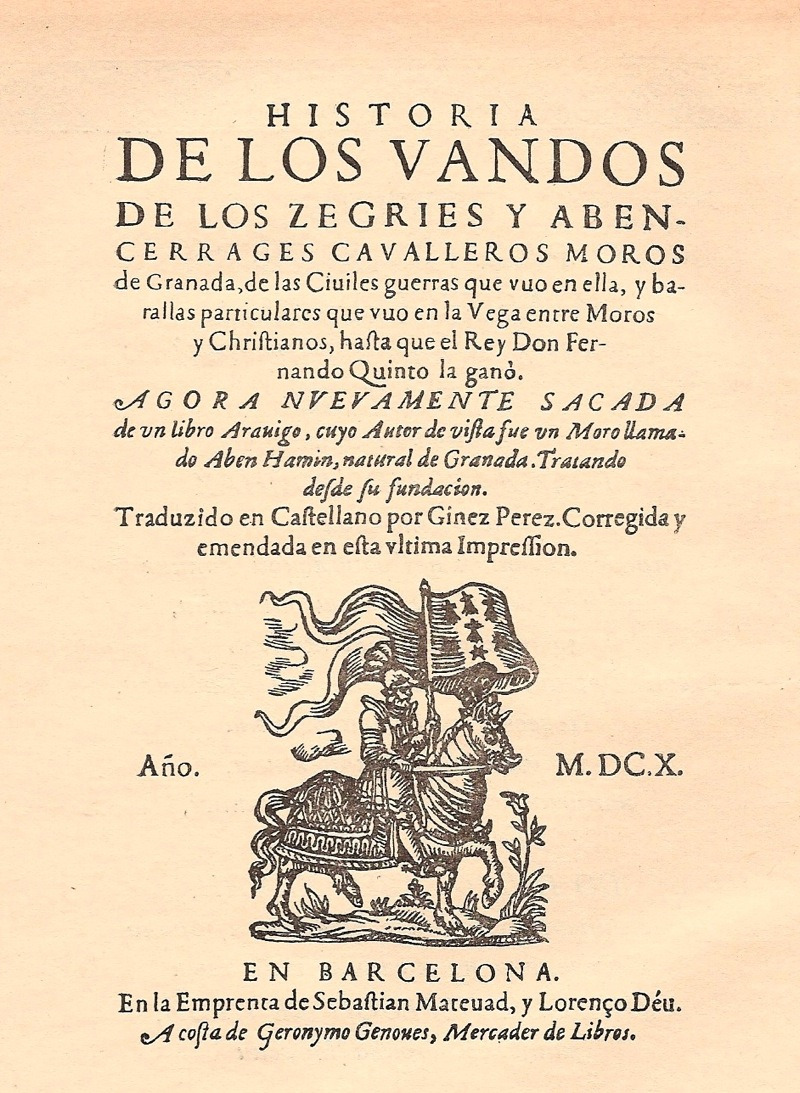
Gines Perez de Hita, frontespizio

Ginés Pérez de Hita nel 1570 era a Lorca e nel 1572 nuovamente a Murcia, dove compose la cronaca storica romanzata Historia de los Vandos de los Zegries, y Abencerrages caualleros Moros de Grenada - opera meglio nota come Guerras civiles de Grenada (Guerre civili di Granada) - celandosi sotto lo pseudonimo di uno scrittore arabo di nome Aben Hamin e dichiarando di essere stato unicamente il traduttore in spagnolo della cronaca.
Questo romanzo storico è tra i primi nella letteratura europea. La ricostruzione della vita fibesca, alla corte del sultano Boabdil di Granada, nel palazzo all'Alhambra, diventò un riferimento obbligato per i romanzieri picareschi. Ginés Pérez de Hita si rivela un profondo conoscitore delle usanze arabe e mostra comprensione per lo stile di vita dei musulmani.

## Opere
- Historia de los Vandos de los Cegries, y Abencerrages, cavalleros Moros de Granada, y las civiles guerras que huvo en ella, hasta que el rey Don Fernando el quinto la gano. Traducida en castellano por Gines Perez de Hita [...] Primera parte.
- Historia de los Vandos de los Zegries, y Abencerrages caualleros Moros de Granada, de las ciuiles guerras que huuo en ella, y batallas particulares que huuo en ella, y batallas particulares que huuo en la Vega ante moros y christianos, hasta que el rey don Fernando quinto la gano. Agora nueuamante sacado de vn libro arabigo, cuyo autor de vista fue vn moro llamado Aben Hamin, [...] Traduzido en castellano por Gines Perez, seconda ed. Corregida y emendada, Valencia, 1597.
- La diez y siete libros de Daris del Belo troyano.
- Segunda parte de las guerras civiles de Granada, y de los crueles Vandos, entre los conuertidos [...] sucedida en el aňo de 1568 [...] por Gines Perez vezino de Murcia, Alcala, 1619.

### Edizioni critiche e traduzioni
- (FR)  Histoire chevaleresque des Maures de Grenade, traduite de l'espagnol de Ginès Pérez de Hita, précédée de quelques réflexions […] avec des notes historiques et littéraires; par A. M. Sané. Tome premier [-second], Paris, chez Cérioux jeune, 1809.
- (EN)  Guerras civiles de Granada: primera parte / Ginés Pérez de Hita; edited, with an introduction, notes, glossary and appendix by Shasta M. Bryant, Newark, Delaware, Juan de la Cuesta, 1982.
- Historia de los bandos de zegríes y abencerrajes: (primera parte de las guerras civiles de Granada) / Ginés Pérez de Hita; estudio preliminar e índices por Pedro Correa Rodríguez, Granada, Universidad de Granada, 1999.
- Historia de los bandos de los Zegríes y Abencerrajes di Ginés Pérez de Hita; edizione critica e studio introduttivo di Mirko Brizi, Como-Pavia, Ibis, 2011.